# Gesikan (Grabagan)
Gesikan is een bestuurslaag in het regentschap Tuban van de provincie Oost-Java, Indonesië. Gesikan telt 4942 inwoners (volkstelling 2010).